# Passions d'Annie Leclerc
Passions d'Annie Leclerc est un essai écrit en français par la romancière canadienne Nancy Huston en hommage à Annie Leclerc, « son amie » et féministe, décédée l'année précédente (1940-2006), et publié le 28 septembre 2007 aux éditions Actes Sud.

## Éditions
- Passions d'Annie Leclerc, Nancy Huston, Actes Sud, collection Un endroit où aller, 2007  (ISBN 2742770283).